# Ethan Hawke
Ethan Green Hawke (Austin, Texas; 6 de noviembre de 1970), conocido como Ethan Hawke, es un actor, director de cine, escritor y guionista estadounidense. Nominado a los Premios Óscar en cuatro ocasiones —tanto como actor y guionista— y a un premio Tony, ha dirigido dos largometrajes, tres obras de teatro off-Broadway y un documental, y escribió las novelas The Hottest State (1996) y Ash Wednesday (2002). Se dio a conocer internacionalmente en 1989 por interpretar a Todd Anderson en la película Dead Poets Society.
Debutó en el cine en 1985 con la película de ciencia ficción Explorers. Más tarde se dio a conocer de joven en el drama Dead Poets Society. Después apareció en numerosas cintas antes de tomar un papel en 1994 en la comedia romántica Reality Bites, que trata sobre la realidad de la Generación X, por la que recibió elogios de la crítica. En 1995, actuó en el drama romántico Antes del amanecer, de Richard Linklater, y más tarde en sus secuelas Antes del atardecer (2004) y Before Midnight (2013).
En 2001 interpretó a un joven oficial de policía en Training Day, papel por el que recibió nominaciones a los premios del Sindicato de Actores de Cine (SAG) y los Óscar en la categoría de mejor actor de reparto. También obtuvo dos nominaciones al Óscar como guionista por coescribir los guiones de Antes del atardecer y Before Midnight. En 2014, fue el padre en la película de drama coming-of-age Boyhood, por la que recibió nominaciones en los Óscar, Globos de Oro y SAG.
Sus otros filmes incluyen el drama de ciencia ficción Gattaca (1997), la adaptación contemporánea de Hamlet (2000), el thriller de acción Assault on Precinct 13 (2005), el drama criminal Before the Devil Knows You're Dead (2007), la película de terror Sinister (2012), y el thriller The Purge (2013).

## Primeros años de vida
Hawke nació en Austin, Texas, hijo de James y Leslie Hawke. Los padres de Hawke eran novios desde la secundaria en Fort Worth, Texas, y se casaron jóvenes, cuando la madre de Hawke tenía solo 17 años. Hawke nació un año después. Los padres de Hawke eran estudiantes en la Universidad de Texas en Austin en el momento de su nacimiento, y se separaron y posteriormente se divorciaron en 1974.
Después de la separación, Hawke fue criado por su madre. Los dos se mudaron varias veces, antes de instalarse en Nueva York, donde Hawke asistió al Packer Collegiate Institute en Brooklyn Heights. La madre de Hawke volvió a casarse cuando este tenía 10 años y la familia se mudó a West Windsor Township, Nueva Jersey, donde Hawke asistió a West Windsor Plainsboro High School, que pasó a llamarse West Windsor-Plainsboro High School South después de la apertura de West Windsor Plainsboro North High School en 1997. Más tarde se trasladó a la Hun School of Princeton, una escuela secundaria de internado, de donde se graduó en 1988.
En la escuela secundaria, Hawke aspiraba a ser escritor, pero desarrolló un interés por la actuación. Hizo su debut en el teatro a los 13 años, en una producción de la escuela, Santa Juana de George Bernard Shaw, y apariciones en producciones del West Windsor-Plainsboro como Meet Me in St. Louis y You Can't Take It With You. En Hun School tomó clases de actuación en el McCarter Theatre en el campus de Princeton, y después de graduarse de la secundaria, estudió actuación en la Universidad Carnegie Mellon en Pittsburgh. Finalmente lo abandonó después de formar parte del elenco de Dead Poets Society (1989). En dos ocasiones se inscribió en el programa de Inglés de la Universidad de Nueva York, pero se retiró para perseguir papeles temporales.

## Carrera

### 1985-1993: Primeros años yDead Poets Society
Hawke obtuvo el permiso de su madre para asistir a su primer casting a los 14 años. Debutó en el cine con Explorers en 1985, en la que interpretó a un escolar obsesionado con los extraterrestres junto a River Phoenix. La película recibió críticas favorables pero tuvo ingresos pobres de taquilla, un fracaso que le llevó a dejar de actuar por un breve período después del estreno de la película. Hawke describió más tarde que soportar esa decepción a una edad tan temprana fue difícil, y agregó que «yo nunca recomendaría que un niño actúe». Su siguiente aparición en el cine no fue hasta 1989 con la comedia de drama Dad, donde interpretó al hijo de Ted Danson y nieto de Jack Lemmon.
En 1989, Hawke fue escogido para actuar en la película de Peter Weir Dead Poets Society, en el papel de un estudiante tímido con un inspirador profesor de literatura, Robin Williams. La cinta tuvo éxito; la crítica en Variety señaló que «Hawke ... hace una actuación inolvidable». Con ingresos de 235 millones USD a nivel mundial, la película sigue siendo la de mayor éxito comercial para Hawke hasta la fecha. Hawke describió más tarde que las oportunidades que le ofrecieron como resultado del éxito de la película fueron fundamentales en su decisión de seguir actuando: «Yo no quería ser actor y volví a la universidad. Pero entonces el éxito [del filme] fue tan monumental que estaba recibiendo ofertas para participar en películas interesantes y estar en lugares tan interesantes, y parecía tonto perseguir cualquier otra cosa».
La siguiente película de Hawke, Colmillo Blanco de 1991, supuso su primer papel protagónico. La película es una adaptación de la novela del mismo nombre de Jack London, con Hawke como Jack Conroy, un buscador de oro del Yukón que se hace amigo de un perro lobo. De acuerdo a The Oregonian, «Hawke hace un buen trabajo como el joven Jack ... Hace que la pasión de Jack hacia Colmillo Blanco sea real y lo mantiene para evitar que sea ridículo o demasiado sentimental». Hawke apareció en A Midnight Clear (1992), una película bélica bien recibida dirigida por Keith Gordon, y el drama de supervivencia ¡Viven! (1993), una adaptación fílmica del libro de 1974 de Piers Paul Read.

### 1994–2000: Éxitos de crítica,Reality BitesyAntes del amanecer

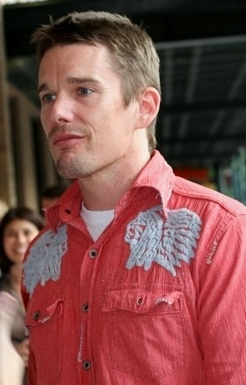
Ethan Hawke en el estreno de The Hottest State en Austin, Texas en septiembre de 2007.

El siguiente papel de Hawke fue en el drama sobre la Generación X en Reality Bites (1994), en la que interpretó a Troy, un vago que se burla de las ambiciones de su interés amoroso (interpretada por Winona Ryder). El crítico de cine Roger Ebert calificó su actuación de convincente y digna de mención: «Hawke captura todas las notas correctas como el zafio Troy». The New York Times señaló que «la actuación sutil y fuerte del señor Hawke deja claro que Troy siente las cosas muy profundamente a la insuficiencia de riesgos y admite que no siente nada en absoluto». Sin embargo, la película fue una decepción en taquilla.
Al año siguiente, Hawke volvió a recibir elogios de la crítica, esta vez por su actuación en el drama Antes del amanecer (1995), dirigido por Richard Linklater. El filme presenta a un joven americano (Hawke) y una joven francesa (Julie Delpy), que se encuentran en un tren con rumbo a Viena, exploran la ciudad y se llegan a conocer. El San Francisco Chronicle elogió las actuaciones de Hawke y Delpy: «[ellos] interactúan con tanta suavidad y simplemente se siente que de seguro ellos ayudaron a escribir el diálogo. Cada uno de ellos parece tener algo personal en juego en sus actuaciones».
Lejos de la actuación, Hawke dirigió en 1994 el video musical de la canción «Stay (I Missed You)», de la cantautora Lisa Loeb, quien fue miembro de la compañía de teatro de Hawke. Además, la canción fue incluida en Reality Bites. En una entrevista de 2012, Hawke dijo que la canción es el único número uno de un artista sin firmar para una discográfica en la historia de la música. Publicó su primera novela en 1996, The Hottest State, acerca de una historia de amor entre un joven actor y una cantante. Hawke dijo de la novela, «El libro tenía que ver con mi abandono de la universidad y con ser actor. No quería mostrar mi vida entera y mucho menos recitar líneas. Quería intentar hacer algo más. Fue sin duda la cosa más espantosa que he hecho. Y fue una de las mejores cosas que he hecho». El libro tuvo una recepción mixta. Entertainment Weekly dijo que Hawke «se abre al escrutinio literario bruto en The Hottest State. Si Hawke es serio ... le haría bien en trabajar un rato en lugares menos expuestos.» The New York Times pensó que Hawke hizo «un buen trabajo en mostrar lo que es ser joven y lleno de confusiones», concluyendo que The Hottest State era en última instancia «una historia de amor dulce».
En la película de ciencia ficción de Andrew Niccol Gattaca (1997), Hawke dijo que era «uno de los guiones más interesantes» que había leído en «muchos años», interpretó el papel de un hombre que se infiltra en una sociedad de seres humanos genéticamente perfectos asumiendo la identidad de otro hombre. Aunque Gattaca no fue un éxito en la taquilla atrajo críticas generalmente favorables; el Fort Worth Star-Telegram escribió que «Hawke, aprovechando la presencia simpática, pero nerviosa que le ha servido bien desde sus días de actor infantil, es más impresionante».
Hawke apareció en la película de 1998 Grandes esperanzas, una adaptación cinematográfica contemporánea de la novela de Charles Dickens del mismo nombre. Durante el mismo año, fue estrenada la segunda colaboración con Linklater, The Newton Boys, basada en la historia real de Newton Gang. En 1999, Hawke protagonizó Mientras nieva sobre los cedros, basado en la novela de David Guterson del mismo título. El filme recibió críticas ambivalentes y Entertainment Weekly escribió, «Hawke se arruga a sí mismo en un nudo tan oscuro que no tenemos idea de que es Ismael o por qué actúa o como lo hace.»
Su siguiente papel de Hawke fue en el filme Hamlet de Michael Almereyda en 2000, en el que interpretó al personaje del título. La película transpuso al famoso William Shakespeare actuando en la contemporánea ciudad de Nueva York, una técnica que Hawke lo hizo sentir más «accesible y vital». Salon escribió: «Hawke sin duda no es el mejor Hamlet de nuestra viva memoria ... pero su actuación refuerza el lugar de Hamlet como el mejor personaje de Shakespeare. Y en ese sentido, es él que más sostiene su propio nombre en la larga lista de actores que lo han interpretado."
En 2001, Hawke apareció en dos películas más Linklater: Despertando a la vida y Tape, ambas aclamadas por la crítica. En la animada Despertando a la vida, compartió una sola escena con Delpy su excompañera de continuas conversaciones iniciadas en Antes del amanecer. La cinta de drama tiempo real Tape, basada en una obra de Stephen Belber, se llevó a cabo en su totalidad en una sola habitación de motel con tres personajes interpretados por Hawke, Robert Sean Leonard y Uma Thurman. Hawke consideró a Tape como su «primera actuación para adultos», una actuación que Roger Ebert señaló por su «dominio de actuación física y verbal».

### 2001-2006:Training Day, nominaciones a los Óscar y debut como director
El siguiente papel de Hawke, y uno por el que recibió elogios de la crítica, llegó con Training Day (2001). Hawke interpretó a un policía novato Jake Hoyt, junto Denzel Washington, como un par de detectives de narcóticos del Departamento de Policía de Los Ángeles pasando 24 horas en los barrios de las pandillas del Sur de Los Ángeles. La película fue un éxito de taquilla, recaudando 104 millones USD a nivel mundial, y recibió críticas generalmente favorables. Variety escribió que «Hawke añade un carácter luchador y una fortaleza astuta para su papel que le permite mantenerse respetable bajo circunstancias formidables». Paul Clinton de CNN informó que la actuación de Hawke era «totalmente creíble como un novato de ojos saltones que va mano a mano con una leyenda [Washington]». Hawke mismo describió a Training Day como su «mejor experiencia en Hollywood». Su actuación le valió nominaciones en los Screen Actors Guild y a los Premios de la Academia a mejor actor de reparto.

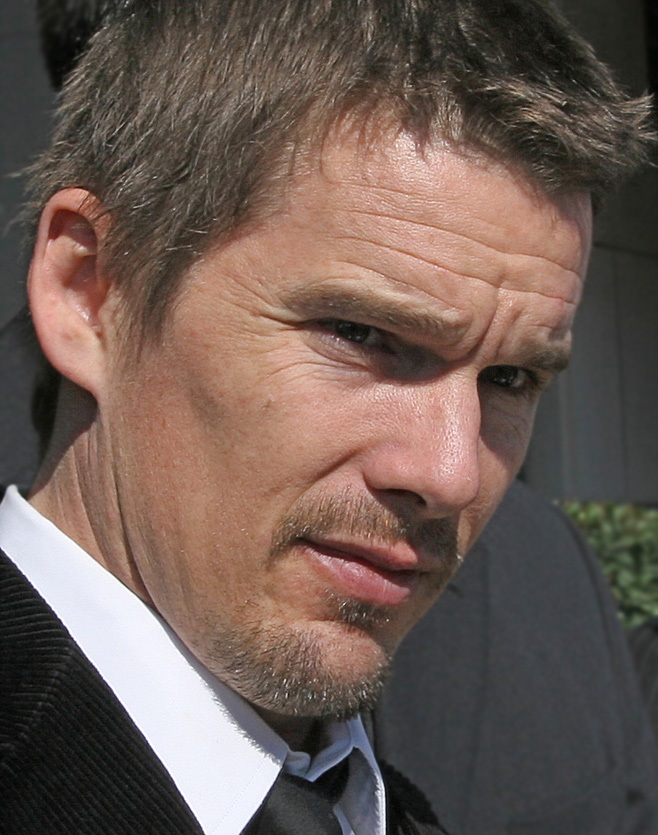
Hawke en el Festival Internacional de Cine de Toronto 2007.

Hawke lejos de actuar solamente, tuvo una serie de proyectos a lo largo de la década de 2000. Hizo su debut como director con Chelsea Walls en 2002, un drama independiente acerca de cinco artistas que viven en el famoso Hotel Chelsea en Nueva York. El filme fue un fracaso en la crítica y la taquilla. Una segunda novela publicó ese mismo año, Ash Wednesday, fue mejor recibida y se encuentra en la lista del New York Times Best Seller. La historia trata de un soldado desertor y su novia embarazada, la novela obtuvo elogios de la crítica. The Guardian lo llamó «escrita con aspereza y de modo conmovedor  ... la convierte en una intensa sesión de lectura». The New York Times señaló que en el libro de Hawke se visualiza «un novelista con dones innatos ... un ojo agudo, una narración fluida en la voz y la imaginación para crear individuos complicados», pero era «más débil en trucos narrativos que puede enseñar» En 2003 Hawke hizo una aparición en la televisión, como una estrella invitada en la segunda temporada de la serie de televisión Alias, donde interpretó a un misterioso agente de la CIA.
En 2004 Hawke volvió a filmar, protagonizando dos películas, Taking Lives y Antes del atardecer. Tras el lanzamiento de Taking Lives, recibió críticas generalmente negativas, pero la actuación de Hawke se vio favorecido por la crítica, Star Tribune señaló que «interpreta a un personaje complejo de modo convincente». Antes del atardecer, la secuela de Antes del amanecer (1995) coescrita por Hawke, Linklater, t Delpy, tuvo mucho más éxito. El Hartford Courant escribió que los tres colaboradores «mantienen a Jesse y Celine iridiscente y brillante, una de las más encantadoras y emocionante película romántica sobre parejas». Hawke la llamó una de sus películas favoritas, un «romance para los realistas». Antes del atardecer fue nominado para un premio Óscar al mejor guion adaptado, primera nominación como guionista de Hawke.
Hawke protagonizó el thriller de acción Assault on Precinct 13 en 2005, una adaptación floja del filme de John Carpenter del mismo título (1976), con una trama actualizada. La película recibió críticas razonables; algunos críticos elogiaron la oscura sensación rápida de la cinta, mientras que otros lo compararon desfavorablemente con la original de John Carpenter. Hawke también apareció ese año en el thriller político Lord of War, actuando como un agente de la Interpol persiguiendo a un traficante de armas interpretado por Nicolas Cage. En 2006, Hawke obtuvo un papel secundario en Fast Food Nation, dirigido por Richard Linklater basado en el best-seller de Eric Schlosser publicado en 2001 del mismo nombre. El mismo año Hawke dirigió su segundo largometraje, The Hottest State, basado en su novela homónima de 1996. El filme fue lanzado en agosto de 2007 con una recepción tibia.

### 2007–2012:Before the Devil Knows You're DeadyBrooklyn's Finest

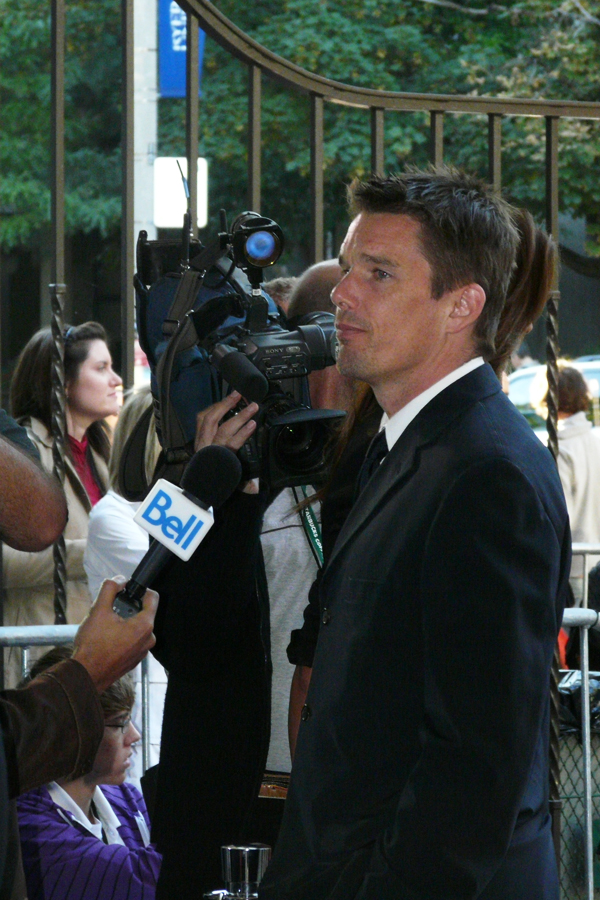
Hawke en el Festival Internacional de Cine de Toronto 2008.

En 2007, Hawke protagonizó junto a Philip Seymour Hoffman, Marisa Tomei, y Albert Finney el drama criminal Before the Devil Knows You're Dead. El trabajo final de Sidney Lumet, la película recibió elogios de la crítica. USA Today lo llamó «muy entretenida», describiendo a las actuaciones de Hawke y Hoffman como excelente. Peter Travers de Rolling Stone alabó la actuación de Hawke, dijo que el «actúa en profundidad para crear un retrato inquietante de la pérdida».
Al año siguiente, Hawke protagonizó con Mark Ruffalo el drama criminal What Doesn't Kill You. A pesar de la buena acogida, el filme no tuvo un lanzamiento adecuado en los cines debido a la quiebra de su distribuidor. En 2009, Hawke apareció en dos largometrajes: New York, I Love You, una cinta romántica que comprende 12 cortometrajes, y Staten Island, un drama criminal coprotagonizado con Vincent D'Onofrio y Seymour Cassel.
En 2010, Hawke interpretó a un hematólogo vampiro en la película de ciencia ficción de terror Daybreakers. Filmada en Australia por los hermanos Spierig, recibió críticas razonables, y recaudó 51 millones USD en todo el mundo. Su siguiente papel fue como un oficial corrupto de narcóticos en Brooklyn's Finest de Antoine Fuqua. La cinta se estrenó en marzo teniendo una recepción mediocre, sin embargo, su actuación fue bien recibida, New York Daily News concluyó, «Hawke – sigue en una evolución en su actuación, más intensa de lo que nadie podría haber predicho de él hace 20 años – conduce a la película.»
En una adaptación televisiva de 2011 de Moby-Dick del novelista Herman Melville, Hawke actuó como Starbuck, el primer oficial del Captain Ahab interpretado por William Hurt. Después protagonizó con Kristin Scott Thomas La mujer del quinto dirigida por Paweł Pawlikowski, un «exuberante rompecabezas» sobre un novelista que lucha por reconstruir su vida en París.
En 2012, Hawke entró en el género de terror, por primera vez, interpretando a un novelista de crímenes en Sinister de Scott Derrickson, que recaudó 87 millones USD en la taquilla en todo el mundo—la película fue la primera de una serie de películas de alta rentabilidad para Hawke después del inicio de la nueva década. Una semana antes del estreno de Sinister en Estados Unidos, Hawke explicó porque él no había incursionado previamente en el género del horror porque la buena actuación no siempre es necesaria para el éxito; sin embargo, el productor de Sinister, Jason Blum, anteriormente dirigió una compañía de teatro con Hawke, e hizo la oferta al actor basado en el personaje y director:

... cuando era más joven, me encontré con una compañía de teatro con este chico, Jason Blum. Y le encantaba el cine de terror y él llegó a crear su propio pequeño subgénero con «Paranormal Activity». Y siguió tratando de hablar conmigo acerca de cómo debo amar a todo este género. Y yo le dije: Nunca he tenido un guion con un gran personaje y un verdadero cineasta unido a lo que yo estaría interesado, me introdujo a el.

### 2013–presente:Before MidnightyBoyhood

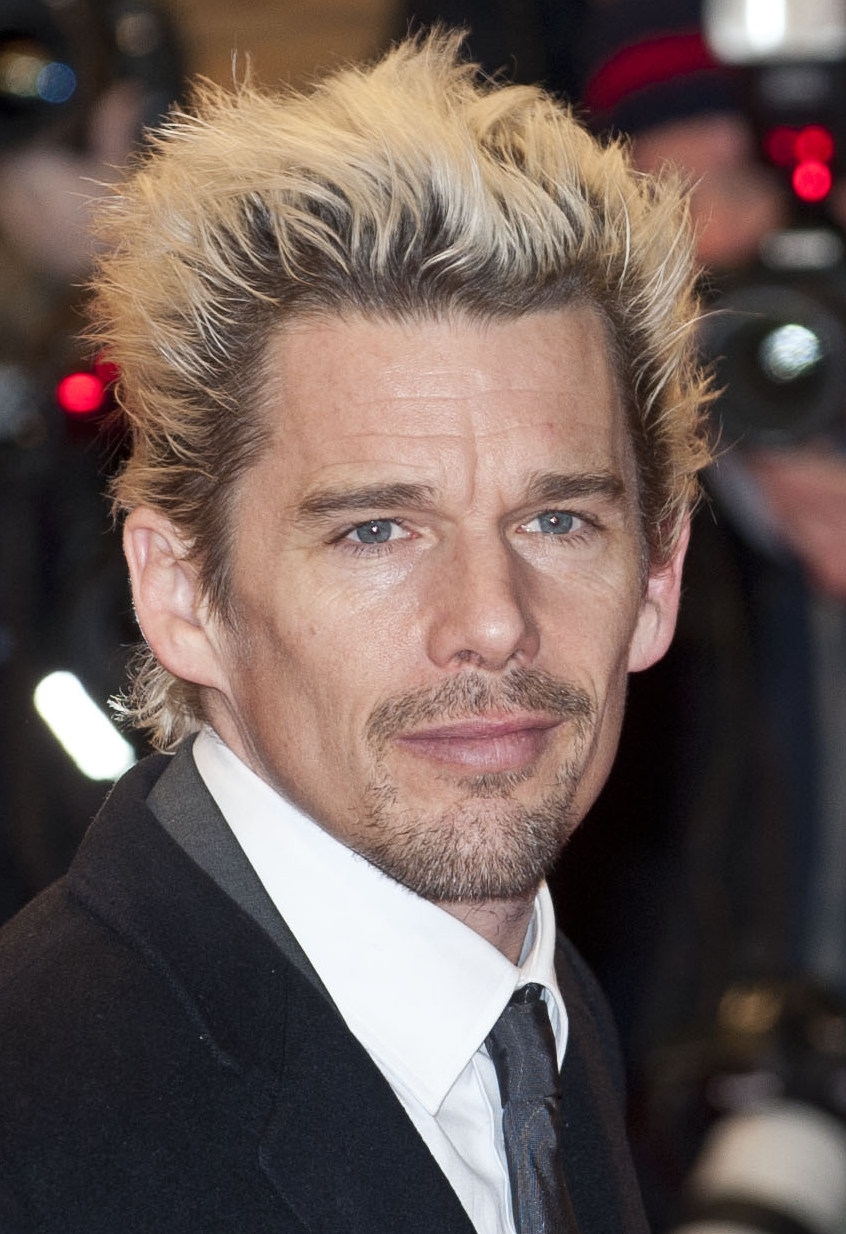
Hawke en el estreno de Before Midnight en Berlín, Alemania, en febrero de 2013.

Durante 2013, Hawke actuó en tres películas de distintos géneros. Before Midnight, la tercera entrega de la trilogía Before, reunió a Hawke con Delpy y Linklater. Al igual que sus predecesores, la película obtuvo un considerable grado de reconocimiento de la crítica; Variety escribió que es «una de las películas más románticas de la era moderna que alcanza su expresión más rica y más plena en Before Midnight», y llamó a la escena en la habitación del hotel «un manual para los actores». El filme obtuvo una nominación a los premios Óscar a mejor guion adaptado para Hawke, Linklater, y Delpy.
Hawke luego protagonizó el thriller de terror The Purge, acerca de un futuro donde el crimen es legal una noche al año. A pesar de las críticas mixtas, la cinta encabezó la taquilla el fin de semana en su estreno con 34 millones USD, la mayor apertura en la carrera de Hawke. El tercer filme de Hawke en 2013 fue el largometraje de acción Getaway, que fue un fracaso en la crítica y comercialmente.
El lanzamiento de Boyhood de Linklater, una película rodada en el transcurso de 12 años, ocurrió a mediados de 2014. Ella sigue la vida de un muchacho americano desde los 6 años hasta los 18 años, con Hawke que interpreta al padre del protagonista. La cinta se convirtió en una de las mejores películas de 2014, y fue nombrada mejor película del año por numerosas asociaciones de críticos. Hawke dijo en una entrevista que la atención fue una sorpresa para él. La primera vez que se involucró con el proyecto de Linklater, afirmó que no se sentía como una «película de verdad», y era como un «radical experimento fílmico de los 60 o algo así». En la siguiente temporada de premios, el filme fue nominado al Óscar a mejor película, mientras ganó el Globo de Oro a mejor película drama y el BAFTA a mejor película. Hawke también consiguió varias nominaciones como mejor actor de reparto, incluyendo los Óscar, BAFTA, Globos de Oro y SAG.
Su siguiente papel de Hawke fue con los hermanos Spierig nuevamente en un thriller de ciencia ficción Predestination, en el que Hawke interpreta a un agente viajero en el tiempo en su trabajo final. Tras su estreno en el 2014 en el SXSW Film Festival, la película fue lanzada en Australia en agosto de 2014 y en los Estados Unidos en enero de 2015. La cinta recibió críticas mayormente positivas y fue nominada a mejor película por la Australian Academy of Cinema and Television Arts.
En septiembre de 2014, Hawke debutó como director de documentales con Seymour: An Introduction, que fue proyectado en el Festival Internacional de Cine de Toronto (TIFF), siendo la segunda finalista para el Premio del Público en la TIFF a mejor documental. Concebida después de una cena en la que ambos Hawke y Bernstein estaban presentes, la película es un perfil de un músico clásico, Seymour Bernstein, quien explicó que, a pesar de que suele ser una persona muy reservada, que no pudo rechazar la solicitud del director Hawke porque es «tan entrañable». Bernstein y Hawke desarrollaron una amistad a través del proceso de filmación, y el pianista clásico se presentó en uno de los grupos de teatro de Hawke. La cinta fue bien recibida entre los críticos y tuvo un lanzamiento limitado en marzo de 2015.
En una entrevista en noviembre de 2014, Hawke estaba en el proceso de filmación de un nuevo proyecto sobre la vida del músico de jazz Chet Baker. Titulado Born to Be Blue, la película está ambientada en 1969 y se centra en la relación de Baker con su novia Diane Vavra. En diciembre de 2014, en «Actors on Actors» de la revista Variety, Hawke en una conversación filmada con Keira Knightley dijo que los actores necesitan tener «susceptibilidad y mucha perseverancia». Otros proyectos de Hawke incluyen la adaptación moderna de la obra de Shakespeare Cimbelino; el drama Ten Thousand Saints; Good Kill de Andrew Niccol; y la película de suspense Regresión de Alejandro Amenábar.
En julio de 2017 se anunció que Ethan Hawke protagonizará la película wéstern dirigida por Vincent D'Onofrio titulada The Kid, que se rodará en 2018 y estará protagonizada también por Dane DeHaan, en el papel de Billy the Kid.
En 2019, rueda como actor secundario, La Verdad, (La vérité), junto a Catherine Deneuve y Juliette Binoche. Este film fue dirigido por el director de cine japonés, Hirokazu Koreeda.
En 2022, rodó un cortometraje, junto a Pedro Pascal, titulado Extraña forma de vida, del director Pedro Almodovar. En diciembre de 2023 se estrenó en Netflix el thriller Dejar el mundo atrás, el cual protagoniza.

### Carrera teatral
Hawke ha descrito al teatro como su «primer amor», un lugar en el que es «libre para ser más creativo». Hawke hizo su debut en Broadway en 1992, retratando al dramaturgo Konstantin Treplev en La gaviota de Antón Chéjov en el Lyceum Theater en Manhattan. Al año siguiente Hawke fue un cofundador y el director artístico de Malaparte, una compañía de teatro en Manhattan, que sobrevivió hasta el 2000. Fuera de los escenarios de Nueva York, Hawke en 1995 hizo una aparición en una producción de Sam Shepard, Buried Child, dirigida por Gary Sinise en el Steppenwolf Theater en Chicago. En 1999, interpretó a Kilroy en la obra de Tennessee Williams, Camino Real, en el Williamstown Theater Festival en Massachusetts.

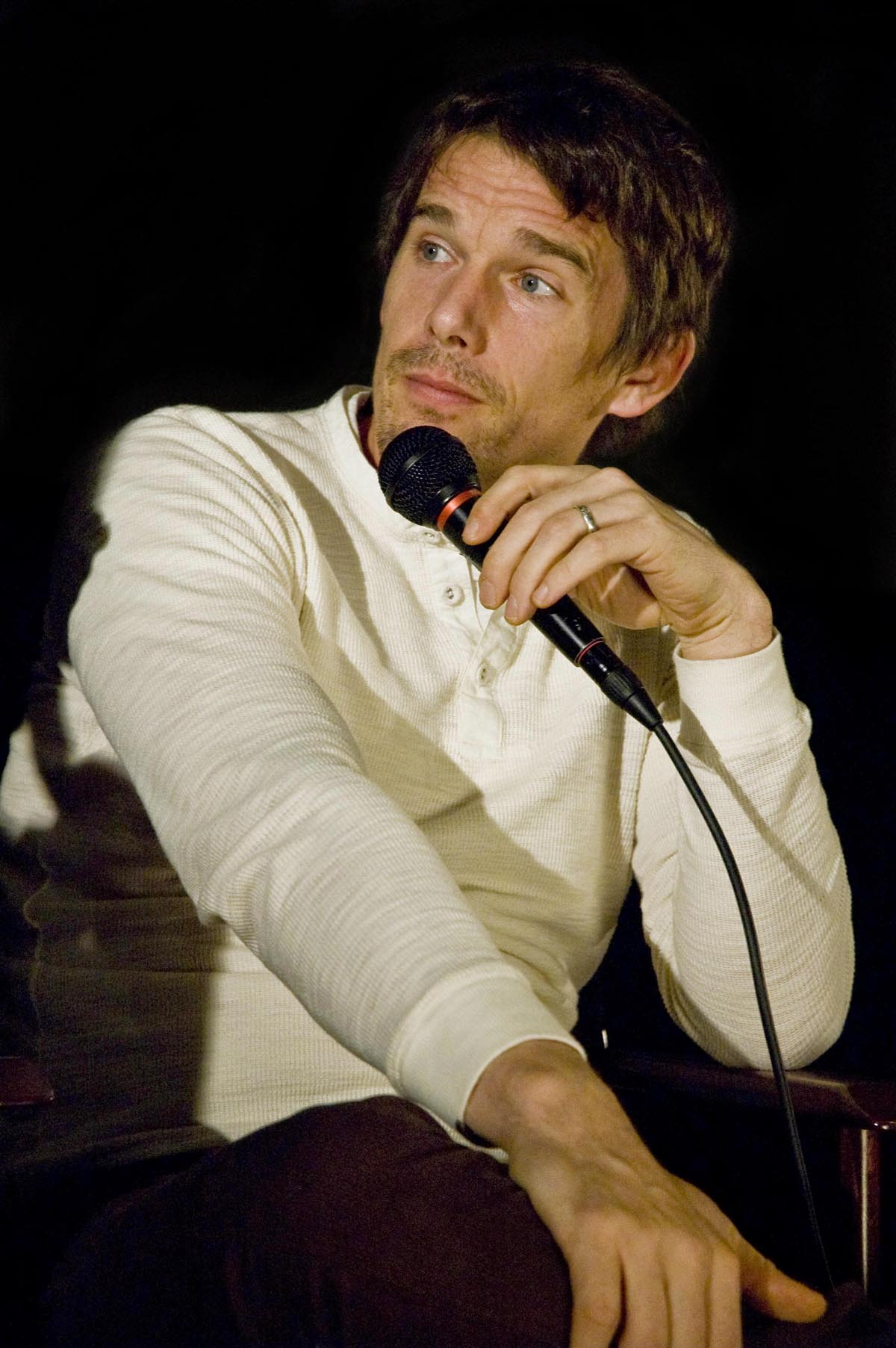
Hawke en 2008 en una proyección de What Doesn't Kill You.

Hawke volvió a Broadway en 2003 con una producción de Jack O'Brien, Henry IV, interpretando a Henry Percy. La revista New York escribió: «El Hotspur de Ethan Hawke ...  es una creación convincente, ardiente». Ben Brantley del New York Times informó que la actuación de Hawke de Hotspur podría ser «demasiada contemporánea para algunos gustos», pero permitió ser «muy divertida de ver con lo fulminante y el humo». En 2005, Hawke protagonizó el resurgimiento de off-Broadway con la comedia negra Hurlyburly de David Rabe. El crítico Brantley de New York Times elogió la actuación de Hawke como el personaje central Eddie, informando que «se capta con precisión implacable el sentido de una mente aguda flácida girando». La presentación de Hawke obtuvo una nominación para los Lucille Lortel Awards como mejor actor.
Desde noviembre de 2006 a mayo de 2007, Hawke actuó como Mijaíl Bakunin en la trilogía de obras The Coast of Utopía de Tom Stoppard, una larga producción de ocho horas en el Lincoln Center Theater en Nueva York. Los Angeles Times complementado la actuación de Hawke en Bakunin, escribió: «Ethan Hawke entra y sale como Bakunin, un entusiasta extrañamente atractivo en su camino a convertirse en un famoso anarquista». La interpretación le valió a Hawke su primera nominación a los Premios Tony como mejor actor de reparto. En noviembre de 2007, dirigió Things We Want, una obra de teatro en dos actos de Jonathan Marc Sherman, impulsada por la compañía de off-Broadway The New Group. La obra tiene cuatro personajes interpretados por Paul Dano, Peter Dinklage, Josh Hamilton, y Zoe Kazan. La revista New York alabó a Hawke «dirección discreta», en particular su capacidad para «dirigir un elenco talentoso lejos del histrionismo».
Al año siguiente Hawke recibió el Premio Michael Mendelson por su destacado compromiso con el teatro. En su discurso de aceptación, Hawke dijo: «No sé por qué me están honrando. Creo que la verdadera razón por la que me están honrando es ayudar a recaudar dinero para la compañía de teatro. Cada vez que la economía recibe un golpe duro, una de los primeras cosas  [sic] es ir a dar donaciones a la gente, y el último en la lista de cosas que la gente dona es a las artes y es porque sienten que no es esencial. Supongo que estoy aquí para recordar a la gente que las artes son esenciales para nuestra salud mental como país».
En 2009, Hawke apareció en dos obras de teatro bajo la dirección del británico Sam Mendes: como Trofimov en The Cherry Orchard de Chéjov y como Autolycus en Cuento de Invierno de Shakespeare. Las dos producciones, lanzadas en Nueva York como parte del Bridge Project, tuvo una gira de ocho meses en seis países. The Cherry Orchard ganó una crítica mixta del New York Daily News, que escribió que «Ethan Hawke ... se ajusta a la imagen del estudiante 'sarnoso' Trofimov, pero uno desea que no hable con una rana perenne en la garganta». La actuación de Hawke en el Cuento de Invierno fue mejor recibida, ganando una nominación a los Drama Desk Award como mejor actor de reparto.
En enero de 2010, Hawke dirigió su segunda obra teatral, A Lie of the Mind, de Sam Shepard en los escenarios de Nueva York. Fue su primer gran lanzamiento en off-Broadway de la obra desde su estreno en 1985. Hawke dijo que se sintió atraído por tomar la obra en «la naturaleza de la realidad», y su «yuxtaposición del humor extraño y misticismo». En su revisión del New York Times, Ben Brantley señaló que la producción es «de miedo, espléndida claridad», y elogió a Hawke por provocar una actuación que «los conocedores de la precisión de actuación estarán saboreando en los próximos años». Entertainment Weekly comentó que aunque A Lie of the Mind «se tambalea un poco en sus últimas etapas», Hawke es «enérgico» al lograr «resucitar el malestar fascinante de la original». La producción obtuvo cinco nominaciones a los Lucille Lortel Awards incluyendo mejor revival, y Hawke consiguió una nominación al Drama Desk Award como mejor director.
Hawke luego protagonizó el estreno en off-Broadway de una nueva obra, Blood from a Stone, de Tommy Nohilly, desde diciembre de 2010 hasta febrero de 2011. La obra no fue un éxito en la crítica, pero la representación de Hawke del personaje central Travis ganó comentarios positivos; The New York Times dijo que fue «muy bueno en la comunicación de la enterrada sensibilidad indigna de Travis bajo una apariencia de resignación cuidada». Un miembro del New York Post señaló que era «la mejor actuación en años» de Hawke. Hawke ganó un Obie Award por su papel en Blood from a Stone. Al año siguiente Hawke interpretó el papel principal en Ivanov de Chéjov en el Classic Stage Company. A principios de 2013, protagonizó y dirigió una nueva obra, Clive, inspirada en Baal de Bertolt Brecht y escrita por Jonathan Marc Sherman. Luego regresó a Broadway para tomar el papel protagonista en Macbeth en el Lincoln Center Theater,  pero su actuación no pudo ganarse a los críticos, el New York Post lo calificó de «decepcionante» por mostrar moderación prematura en una producción llamativa.

## Vida personal

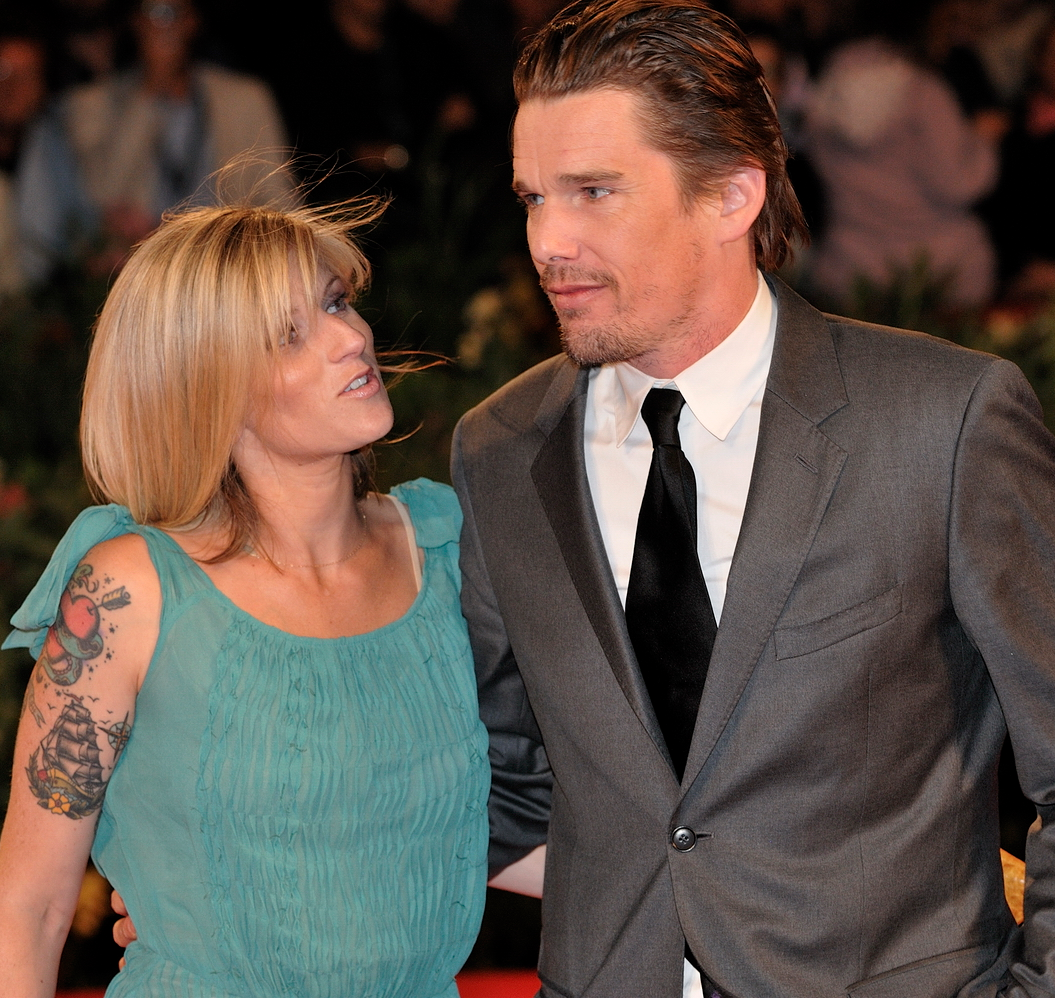
Hawke con su esposa Ryan en el Festival Internacional de Cine de Venecia.

Ethan Hawke es propietario de una pequeña isla en Nueva Escocia, Canadá. El actor es un sobrino bisnieto de Tennessee Williams por parte de su padre. Su abuelo materno, Howard Lemuel Green, sirvió cinco periodos en la Legislatura de Texas y fue un comisionado de las ligas menores de béisbol.

### Familia
El 1 de mayo de 1998, Hawke se casó con la actriz Uma Thurman, a quien había conocido en el set de Gattaca en 1996. Tienen dos hijos: su hija Maya (n. 1998) y su hijo Levon (n. 2002). La pareja se separó en 2003, en medio de acusaciones de infidelidad al actor por parte de Thurman, solicitando el divorcio al año siguiente. El matrimonio finalizó en agosto de 2005.
Hawke se casó por segunda vez en junio de 2008, con Ryan Shawhughes, quien trabajó brevemente como niñera para los hijos de Thurman antes de graduarse de la Universidad de Columbia. Descartando las especulaciones sobre su relación, Hawke dijo, «... mi [primer] matrimonio se desintegró debido a muchas presiones, ninguna de las cuales estaban conectadas remotamente a Ryan». La pareja tiene dos hijas: Clementine Jane (n. 2008) e Indiana (n. 2011).

### Filantropía
El actor apoya desde hace mucho a Doe Fund, que ayuda a las personas sin hogar a obtener vivienda y empleo. Se ha desempeñado como copresidente del Comité de Jóvenes Leones de la Biblioteca Pública de Nueva York, una de las principales juntas filantrópicas de Nueva York. En 2001, Hawke fue cofundador del Young Lions Fiction Award, un premio anual para autores menores de 35 años sobre logros en libros de ficción. En noviembre de 2010, fue honrado como un «Library Lion» por la Biblioteca Pública de Nueva York.

### Política
Él es partidario del Partido Demócrata de los Estados Unidos, y apoyó a Bill Bradley, John Kerry y Barack Obama para presidente de los Estados Unidos en 2000, 2004 y 2008, respectivamente. Hawke es también un activista por los derechos de los homosexuales y en marzo de 2011, él y su esposa dieron a conocer un vídeo a favor del matrimonio entre personas del mismo sexo en Nueva York.
En una entrevista en octubre de 2012, Hawke dijo que prefiere el gran arte sobre la política, explicando que su preferencia muestra «lo poco» que se preocupa por esta última:

...Pienso en las primeras personas de nuestra generación que hacen gran arte. Lo veo en Michael Chabon al escribir un gran libro; cuando veo a Philip Seymour Hoffman actuar en Death of a Salesman el año pasado. Veo a la gente de mi generación que realizan su trabajo plenamente, y me parece que es realmente muy emocionante. Pero ¿la política? No lo sé. Paul Ryan ciertamente no es mi hombre.

## Filmografía

### Cine
| Año  | Título                                        | Papel                             |
| ---- | --------------------------------------------- | --------------------------------- |
| 1985 | Explorers                                     | Ben Crandall                      |
| 1988 | Lion's Den                                    | —                                 |
| 1989 | Dead Poets Society                            | Todd Anderson                     |
| 1989 | Dad                                           | Billy Tremont                     |
| 1991 | Colmillo Blanco                               | Jack Conroy                       |
| 1991 | Mystery Date                                  | Tom McHugh                        |
| 1992 | Waterland                                     | Mathew Price                      |
| 1992 | Blanca media noche                            | Will Knott                        |
| 1993 | En busca del amor                             | Wayne Frobiness                   |
| 1993 | ¡Viven!                                       | Fernando Parrado                  |
| 1994 | Reality Bites                                 | Troy Dyer                         |
| 1994 | Floundering                                   | Jimmy                             |
| 1995 | Antes del amanecer                            | Jesse Wallace                     |
| 1995 | Search and Destroy                            | Roger                             |
| 1997 | Gattaca                                       | Vincent Freeman                   |
| 1998 | Grandes esperanzas                            | Finnegan 'Finn' Bell              |
| 1998 | The Newton Boys                               | Jess Newton                       |
| 1999 | La velocidad de la vida                       | Nat                               |
| 1999 | Joe el Rey                                    | Len Coles                         |
| 1999 | Mientras nieva sobre los cedros               | Ishmael Chambers                  |
| 2000 | Hamlet                                        | Hamlet                            |
| 2001 | Despertando a la vida                         | Jesse Wallace (voz)               |
| 2001 | Tape                                          | Vince                             |
| 2001 | Training Day                                  | Jake Hoyt                         |
| 2002 | Chelsea Walls                                 | Sam (voz)                         |
| 2002 | El show de Jimmy                              | Ray                               |
| 2003 | Alias (episodio: «Double Agent»)              | Agente de la CIA James L. Lennox  |
| 2004 | Taking Lives                                  | James Costa                       |
| 2004 | Antes del atardecer                           | Jesse Wallace                     |
| 2005 | Asalto al Distrito 13                         | Sargento Jake                     |
| 2005 | Lord of War                                   | Jack Valentine                    |
| 2005 | One Last Thing...                             | Earl Jameison                     |
| 2006 | The Hottest State                             | Vince                             |
| 2006 | Fast Food Nation                              | Pete                              |
| 2007 | Before the Devil Knows You're Dead            | Hank Hanson                       |
| 2008 | What Doesn't Kill You                         | Paulie McDougan                   |
| 2008 | Chelsea on the Rocks                          | Él mismo                          |
| 2009 | New York, I Love You                          | Escritor                          |
| 2009 | Staten Island                                 | Sully Halverson                   |
| 2009 | Corso: The Last Beat                          | Narrador / Él mismo               |
| 2009 | Daybreakers                                   | Edward Dalton                     |
| 2010 | Brooklyn’s Finest                             | Detective Salvatore "Sal" Procida |
| 2011 | Moby Dick (miniserie)                         | Starbuck                          |
| 2011 | La mujer del quinto                           | Tom Ricks                         |
| 2012 | Sinister                                      | Ellison Oswalt                    |
| 2012 | Mea Maxima Culpa: Silence in the House of God | Pat (voz)                         |
| 2013 | Antes de la medianoche                        | Jesse Wallace                     |
| 2013 | The Purge                                     | James Sandin                      |
| 2013 | Getaway                                       | Brent Magna                       |
| 2014 | Boyhood                                       | Sr. Mason                         |
| 2014 | Predestination                                | El barman/agente temporal         |
| 2014 | Cymbeline                                     | Iachimo                           |
| 2014 | Good Kill                                     | Major Thomas Egan                 |
| 2015 | Seymour: An Introduction (documental)         | Él mismo                          |
| 2015 | Ten Thousand Saints                           | Les                               |
| 2015 | Maggie's Plan                                 | John                              |
| 2015 | Exit Strategy                                 | Eric Shaw                         |
| 2015 | Born to Be Blue                               | Chet Baker                        |
| 2015 | Regresión                                     | Bruce Kenner                      |
| 2016 | In a Valley of Violence                       | Paul                              |
| 2016 | The Phenom                                    | Hopper Sr.                        |
| 2016 | Los siete magníficos                          | Goodnight Robicheaux              |
| 2016 | Maudie, el color de la vida                   | Everett Lewis                     |
| 2017 | Valerian y la ciudad de los mil planetas      | Jolly the Pimp                    |
| 2017 | First Reformed                                | Reverendo Ernst Toller            |
| 2017 | 24 horas para vivir                           | Travis Conrad                     |
| 2018 | Juliet, Naked                                 | Tucker Crowe                      |
| 2018 | Blaze                                         | DJ de la radio                    |
| 2018 | Stockholm                                     | Kaj Hansson / Lars Nystrom        |
| 2019 | The Kid                                       | Pat Garrett                       |
| 2020 | Tesla                                         | Nikola Tesla                      |
| 2022 | Glass Onion: A Knives Out Mystery             |                                   |
| 2022 | The Northman                                  | Örvandil                          |
| 2022 | The Black Phone                               | The Grabber                       |
| 2022 | Raymond y Ray                                 | Ray                               |
| 2023 | Extraña forma de vida (cortometraje)          | Jake                              |
| 2023 | Dejar el mundo atrás                          | Clay Sandford                     |
| 2023 | Wildcat                                       | N/A                               |

### Televisión
| Año  | Título             | Papel                            | Notas                                         |
| ---- | ------------------ | -------------------------------- | --------------------------------------------- |
| 2003 | Alias              | Agente de la CIA James L. Lennox | Episodio: "Double Agent"                      |
| 2007 | Robot Chicken      | Godzilla Jr. / Jason             | Papel de voz Episodio: "Squaw Bury Shortcake" |
| 2011 | Moby Dick          | Starbuck                         | Miniserie; 2 episodios                        |
| 2015 | Exit Strategy      | Eric Shaw                        | Piloto                                        |
| 2019 | The Purge          | James Sandin                     | Episodio: "7:01am"                            |
| 2020 | The Good Lord Bird | John Brown                       | Miniserie; 7 episodios                        |
| 2022 | Moon Knight        | Arthur Harrow                    | Miniserie 6 episodios                         |

Película Glass Onion

## Teatro (Broadway)
- Macbeth (2013-2014).
- The Coast of Utopia (2006-2007).
- Henry IV (2003-2004)
- The Seagull (1992-1993).

## Premios y nominaciones
Premios Óscar
| Año  | Categoría              | Película             | Resultado |
| ---- | ---------------------- | -------------------- | --------- |
| 2002 | Mejor actor de reparto | Día de entrenamiento | Nominado  |
| 2005 | Mejor guion adaptado   | Antes del atardecer  | Nominado  |
| 2014 | Mejor guion adaptado   | Before Midnight      | Nominado  |
| 2014 | Mejor actor de reparto | Boyhood              | Nominado  |

BAFTA
| Año  | Categoría              | Película | Resultado |
| ---- | ---------------------- | -------- | --------- |
| 2014 | Mejor actor de reparto | Boyhood  | Candidato |

Premios del Sindicato de Actores
| Año  | Categoría              | Película             | Resultado |
| ---- | ---------------------- | -------------------- | --------- |
| 2001 | Mejor actor de reparto | Día de entrenamiento | Candidato |

Festival Internacional de Cine de San Sebastián
| Año  | Categoría       | Película                | Resultado |
| ---- | --------------- | ----------------------- | --------- |
| 2016 | Premio Donostia | trayectoria profesional | Ganador   |

Premios Tony
| Año  | Categoría                                | Obra de teatro      | Resultado |
| ---- | ---------------------------------------- | ------------------- | --------- |
| 2007 | Mejor actor de reparto en obra de teatro | The Coast of Utopia | Candidato |